# 自由民主黨 (冰島)
自由民主黨（縮寫为XO）是在2020年10月14日由經濟學家Guðmundur Franklín Jónsson在冰島成立的政黨。此政黨原本的宣傳口號為「投資者，企劃，生產者」。此政黨在冰島議會選舉中政黨的縮寫字母為O。
自由民主黨強調強化個人的權利，使其能享有具創造力和能動性的人身自由。自由民主黨也支持直接民主，並以公民投票決定重大事務。自由民主黨人認為：個人自由、低稅率、和平並不受限制的自由貿易是帶來國家財產的方式，市場競爭應以最小的政府干涉為宜。
在2021年2月10日時，此政黨成功註冊並參與同年度的議會選舉 ，然而在同年9月25日的投票結果顯示此政黨並無獲得冰島議會的任何席次。

## 選舉歷史
| 選舉 | 得票數 | 得票率(%) | 獲得議會席次 | +/– | 第幾大黨   | 是否為執政黨? |
| ---- | ------ | --------- | ------------ | --- | ---------- | ------------- |
| 2021 | 844    | 0.4       | 0 / 63       | ━ 0 | ━ 第10大黨 | 議會外政黨    |